# رأس شراتيب
رأس شراتيب هي رأس يقع شرق خليج السويس بالقرب من مدينة الطور بمحافظة جنوب سيناء ويبعد 240 كم عن القاهرة.
| مخطط المناخ رأس شراتيب | مخطط المناخ رأس شراتيب | مخطط المناخ رأس شراتيب | مخطط المناخ رأس شراتيب | مخطط المناخ رأس شراتيب | مخطط المناخ رأس شراتيب | مخطط المناخ رأس شراتيب | مخطط المناخ رأس شراتيب | مخطط المناخ رأس شراتيب | مخطط المناخ رأس شراتيب | مخطط المناخ رأس شراتيب | مخطط المناخ رأس شراتيب |
| --- | ---------------------- | ---------------------- | ---------------------- | ---------------------- | ---------------------- | ---------------------- | ---------------------- | ---------------------- | ---------------------- | ---------------------- | ---------------------- |
| 01 | 02                     | 03                     | 04                     | 05                     | 06                     | 07                     | 08                     | 09                     | 10                     | 11                     | 12                     |
| 7 23 10 | 2 26 10                | 9 30 14                | 2 33 16                | 4 37 20                | 1 40 24                | 1 42 27                | 1 40 28                | 1 38 25                | 2 35 21                | 4 31 15                | 2 25 12                |
| متوسط درجة-الحرارة °س مجاميع الهطل مم |                        |                        |                        |                        |                        |                        |                        |                        |                        |                        |                        |
| بالوحدات الإنكليزية \| 01 \| 02 \| 03 \| 04 \| 05 \| 06 \| 07 \| 08 \| 09 \| 10 \| 11 \| 12 \| \| 0.3 73 50 \| 0.1 79 50 \| 0.4 86 57 \| 0.1 91 61 \| 0.2 99 68 \| 0 104 75 \| 0 108 81 \| 0 104 82 \| 0 100 77 \| 0.1 95 70 \| 0.2 88 59 \| 0.1 77 54 \| \| متوسط درجة-الحرارة °ف مجاميع الهطول ″ \| \| \| \| \| \| \| \| \| \| \| \| |                        |                        |                        |                        |                        |                        |                        |                        |                        |                        |                        |
| 01 | 02                     | 03                     | 04                     | 05                     | 06                     | 07                     | 08                     | 09                     | 10                     | 11                     | 12                     |
| 0.3 73 50 | 0.1 79 50              | 0.4 86 57              | 0.1 91 61              | 0.2 99 68              | 0 104 75               | 0 108 81               | 0 104 82               | 0 100 77               | 0.1 95 70              | 0.2 88 59              | 0.1 77 54              |
| متوسط درجة-الحرارة °ف مجاميع الهطول ″ |                        |                        |                        |                        |                        |                        |                        |                        |                        |                        |                        |

| 01                                    | 02        | 03        | 04        | 05        | 06       | 07       | 08       | 09       | 10        | 11        | 12        |
| 0.3 73 50                             | 0.1 79 50 | 0.4 86 57 | 0.1 91 61 | 0.2 99 68 | 0 104 75 | 0 108 81 | 0 104 82 | 0 100 77 | 0.1 95 70 | 0.2 88 59 | 0.1 77 54 |
| متوسط درجة-الحرارة °ف مجاميع الهطول ″ |           |           |           |           |          |          |          |          |           |           |           |